# Monsanto (Idanha-a-Nova)
Monsanto era una freguesia portuguesa del municipio de Idanha-a-Nova, distrito de Castelo Branco.

## Localización
Monsanto se encuentra en la cuesta de una gran elevación escarpada, llamada Cabeço de Monsanto (Mons Sanctus). Se sitúa al noreste de Idanha-a-Nova e irrumpe repentinamente del valle. En el punto más alto su pico alcanza los 758 metros.

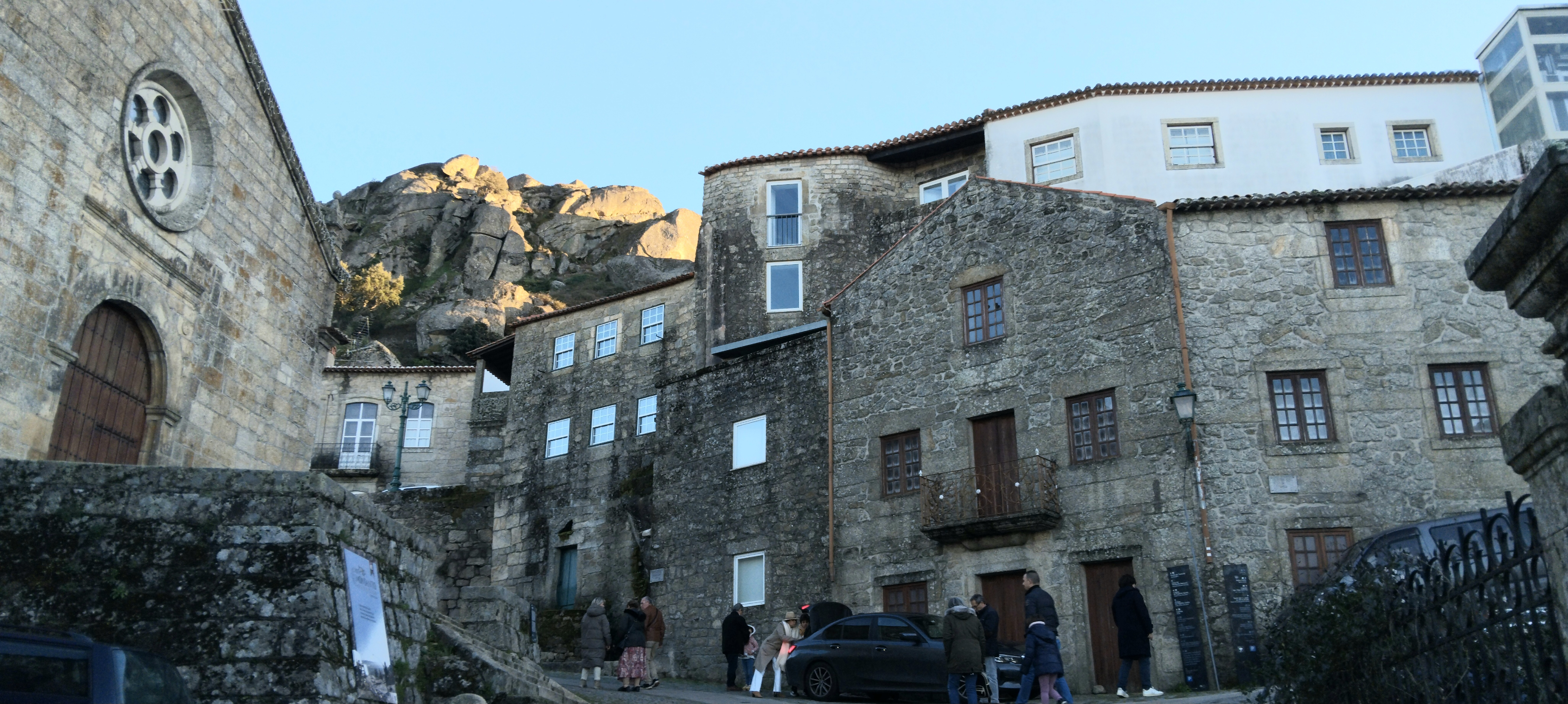
Monsanto (antigua freguesia portuguesa del municipio de Idanha-a-Nova y distrito de Castelo Branco) Enero 2025

## Historia
Aldea histórica de Portugal, Monsanto está construida en piedra granítica.
La presencia humana en este lugar data del paleolítico. La arqueología dice que el lugar fue habitado por los romanos, en el piedemonte del monte. También existen vestigios de presencia visigótica y árabe. Los moros serían derrotados por Don Alfonso Enríquez y, en 1165, el lugar de Monsanto fue donado a la Orden de los Templarios que sobre orientaciones de Gualdim Pais, que mandó construir el Castillo de Monsanto. La Carta de foral fue concedida por primera vez en 1174 por el rey de Portugal y rectificada, sucesivamente, por Don Sancho I (en 1190) y Don Alfonso II (en 1217).
Fue sede, entre 1174 y mediados del siglo XIX, de un municipio que incluía las freguesias de Monsanto, Aldeia de João Pires, Aldeia do Salvador y Toulões. Tenía 2139 habitantes en 1801.
Fue D. Sancho I quien repobló y reedificó la fortaleza que, entre tanto, fue destruida en las luchas contra el Reino de León. Serían nuevamente reparadas un siglo más tarde, por los Templarios.
En 1308, el Rey Don Dinis dio Carta de Feira y, en 1510, sería el rey Don Manuel I quien otorgaría de nuevo la Carta de foral y concedería a la aldea la categoría de villa.
A mediados del siglo XVII, Luis de Haro y Guzmán (ministro de Felipe IV de España), intenta cercar Monsanto sin éxito. Durante la Guerra de Sucesión Española (1700-1715), el duque de Berwick también cerca Monsanto pero el ejército portugués comandado por el Marqués de As Minas derrota al invasor en los difíciles escarpes que se yerguen hasta el castillo. Monsanto fue sede de municipio en el periodo 1758-1853. Un grave accidente en el siglo XIX destruyó su castillo medieval], por la explosión del almacén de municiones.
En las últimas décadas, Monsanto se volvió popularmente conocida como "a aldeia mais portuguesa de Portugal" (la aldea más portuguesa de Portugal), exhibiendo el Gallo de Plata, trofeo de autoría de Abel Pereira da Silva, cuya réplica permanece hasta hoy en la cima de la Torre del Reloj o de San Lucas.
Fue suprimida el 28 de enero de 2013, en aplicación de una resolución de la Asamblea de la República portuguesa promulgada el 16 de enero de 2013 al unirse con la freguesia de Idanha-a-Velha, formando la nueva freguesia de Monsanto e Idanha-a-Velha.

## Patrimonio

### Arquitectura religiosa

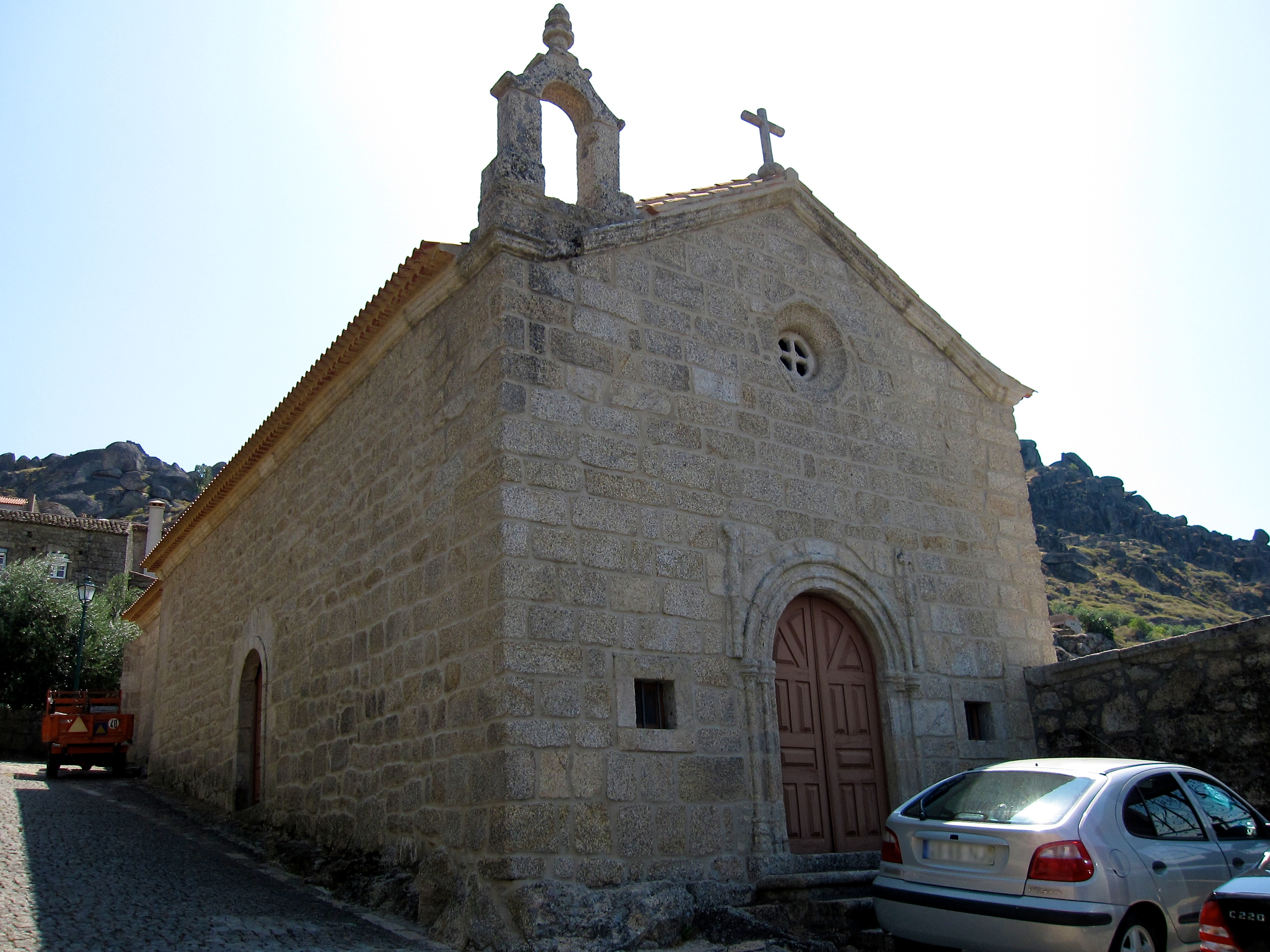
Capilla de San Antonio

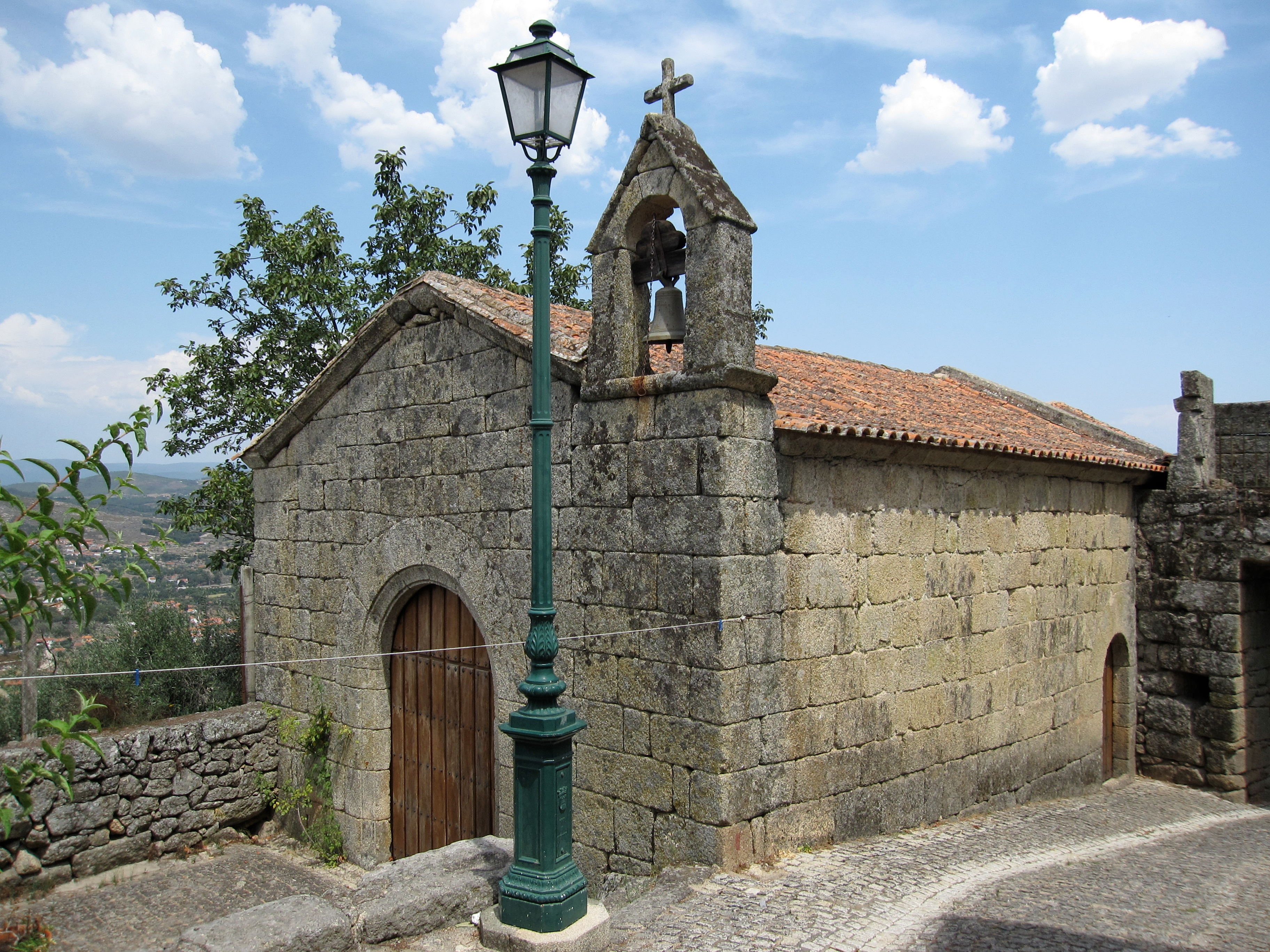
Capilla del Espirito Santo

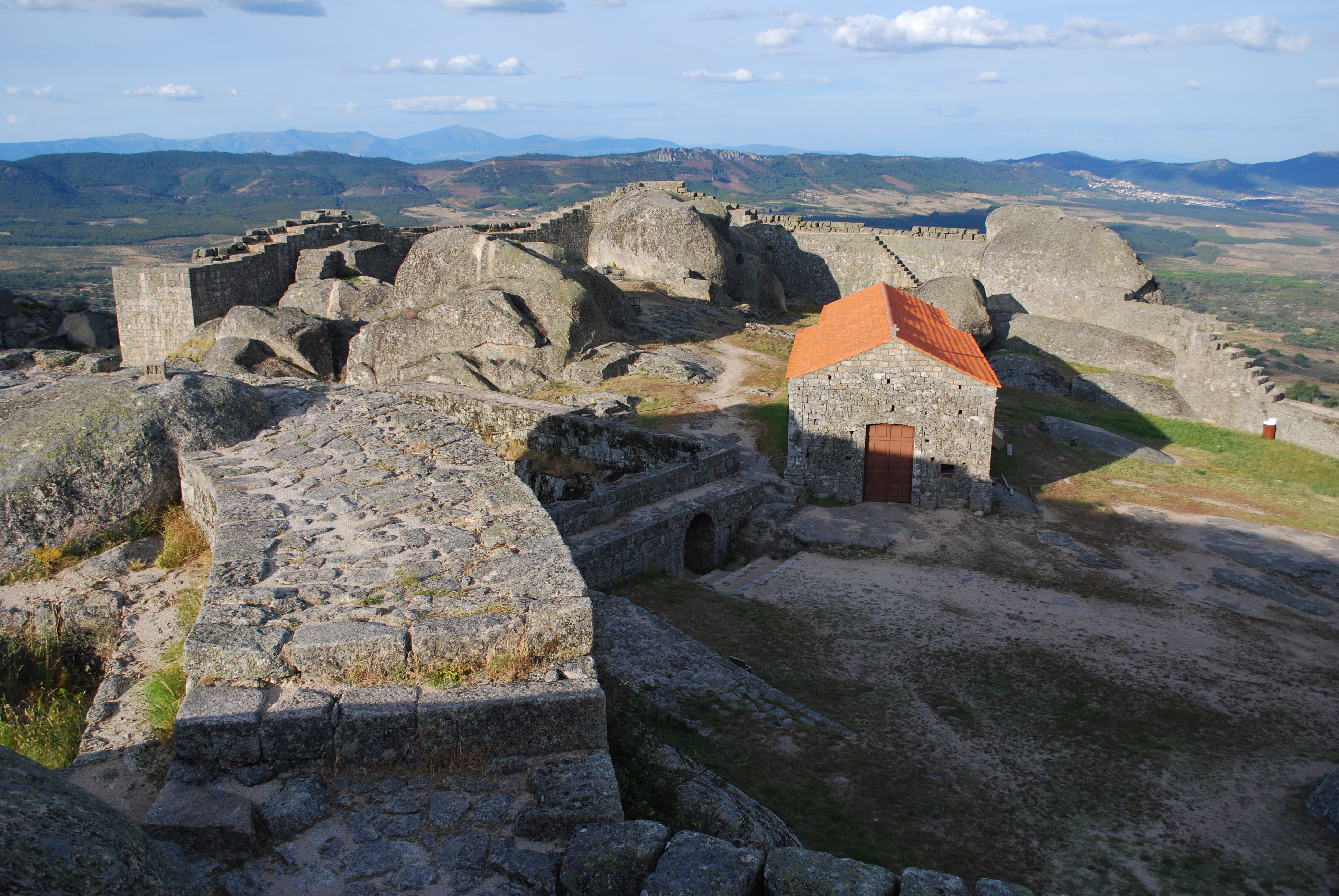
Capilla de Santa María del Castillo

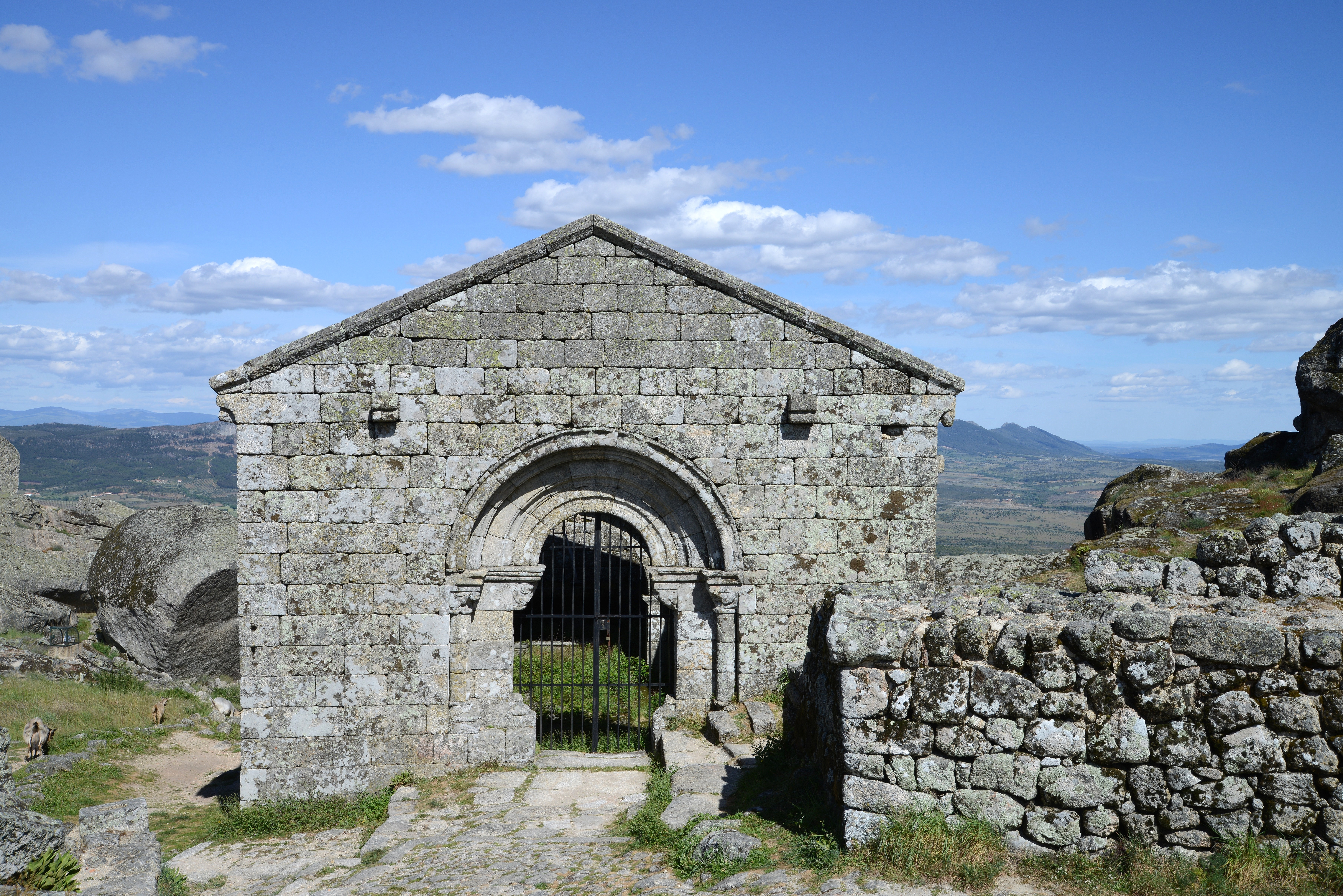
Capilla de San Miguel del Castillo

- Capilla de San Pedro de Vir à Corça o Capilla de San Pedro de Vira-Corça
- Capilla de la Señora de la Aceña (Senhora da Azenha)
- Capilla de la Señora del Pie de la Cruz (Senhora do Pé da Cruz)
- Capilla de Santa María del Castillo
- Capilla de San Antonio (Monsanto)
- Capilla de San José (Monsanto)
- Capilla de San Miguel del Castillo (Monsanto)
- Capilla de San Sebastián (Monsanto)
- Capilla del Espíritu Santo (Monsanto)
- Iglesia de la Misericordia de Monsanto

### Arquitectura militar
- Castillo y murallas de Monsanto
- Torre de San Lucas (Torre de Lucano) o del Reloj

### Arquitectura civil pública
- Fuente Ferreiro
- Fuente del Medio (Chafariz do Meio) y Fuente Nueva (Chafariz da Fonte Nova)
- Rollo de Monsanto (Pelourinho de Monsanto)
- Horno
- Cisternas
- Antigua bodega
- Banco de la paciencia

### Arquitectura civil privada
- Posada de Monsanto
- Solar de los Pinheiros y Chafariz Mono
- Solar de la Familia del Marqués de la Graciosa (Puesto de Turismo de Monsanto)
- Solar de la Familia Melo o Solar de los Condes de Monsanto
- Solar de la Familia Pinheiro o Solar de la Fuente del Mono
- Solar de los Priores de Monsanto
- Casa de Fernando Namora
- Antiguo consultorio de Fernando Namora
- Casa seiscentista (1628)
- Casa de los Gobernadores

### Otros
- Estación arqueológica romana de São Lourenço
- Aldea Vieja de Monsanto